# Ludwig von Zöller
Ludwig Ritter von Zöller (* 4. April 1831 in Zweibrücken; † 17. Mai 1897 ebenda) war ein deutscher Jurist.

## Werdegang
Zöller war Jurist im königlich-bayerischen Staatsdienst. Er stand dem Oberlandesgericht Zweibrücken als Präsident vor. 1886 wurde er vom bayerischen König zum Reichsrat auf Lebenszeit berufen. Der Kammer der Reichsräte des Bayerischen Landtags gehörte er bis zu seinem Tod im Mai 1897 an. Sein Sohn Otto Zoeller war Reichsgerichtsrat.